# Lolita Jolie
Lolita Jolie właśc. Claudia Cislek (ur. 29 lipca 1990) – niemiecka piosenkarka polskiego pochodzenia śpiewająca po francusku.
Najbardziej znana jako wykonawczyni piosenki „Joli Garçon”, którą zaśpiewała po raz pierwszy pod pseudonimem Lolita. Później zmieniła pseudonim na Lolita Jolie, by nie być myloną z austriacką piosenkarką Edith Zuser, która także używała tego pseudonimu. W 2014 roku nagrała utwór we współpracy z BaceFook, pod tytułem „Mon Chéri”.

## Dyskografia
- 2010: Joli Garçon
- 2012: La Première Fois
- 2012: Non Non Non
- 2013: Moi Lolita
- 2013: I Wanna Dance With You
- 2014: Mon Chéri ft. BaceFook
- 2015: Bounjour Madame
- 2023: Ella elle l’a